# Jurinia gagatea
Jurinia gagatea är en tvåvingeart som beskrevs av Robineau-desvoidy 1830. Jurinia gagatea ingår i släktet Jurinia och familjen parasitflugor. Inga underarter finns listade i Catalogue of Life.